# مرد پولادین (فیلم ۱۹۲۲)
مرد پولادین (آلمانی: Der Mann aus Stahl) یک فیلم صامت درام آلمانی به کارگردانی یوزف دلمونت است که در سال ۱۹۲۲ منتشر شد.

## بازیگران
- لوچانو آلبرتینی
- ویلهلم دیگلمان
- هرمان والنتین
- ماگنوس اشتیفتر
- فریتز شولتز
- روبرت لفلر